# Woodcroft Castle

Woodcroft Castle er en middelalderborg med voldgrav i Etton Sogn i Cambridgeshire i England.

## Historie
Woodcroft Castle blev bygget mod slutningen af 1200-tallet ved byen Peterborough i Soke of Peterborough (nu en del af Cambridgeshire). De dele af borgen, der er bevaret til i dag er den forreste del, det runde tårn og portbygningen. Der er tvivl, om borgen oprindeligt havde et normalt Edvardiansk firsidet design, hvoraf størstedelen er gået tabt, eller om den aldrig blev færdigbygget. Ændringer fra begyndelsen af tudor-perioden bibeholdt disse middelalderlige elementer i det nuværende design.
Under den engelske borgerkrig i 1600-tallet havde royalisterne kontrol med borgen, mens parlamentarikerne belejrede den og den faldt i 1648. Dr Michael Hudson, kommandør over royalisternes garnison, blev slået ihjel 6. juni 1648 ved afslutningen af belejringen.
Borgen er en Listed building af grad II* og en tilhørende lade og stald er af grad II. Bygningen er i privateje og bruges til beboelse.